# HC Dalen
Le HC Dalen est un club de hockey sur glace de Jönköping en Suède. Il évolue en Hockeyettan, troisième échelon suédois.

## Historique
Le club est créé en 1966.

## Palmarès
- Aucun titre.